# Haplocope abyssorum
Haplocope abyssorum is een naaldkreeftjessoort uit de familie van de Colletteidae. De wetenschappelijke naam van de soort is voor het eerst geldig gepubliceerd in 1897 door Dollfus.